# 甘雨 (原神)
甘雨是米哈遊開發電子遊戲《原神》中的虛構角色，在2020年遊戲公測後，主線劇情的璃月篇中登場，於2021年成為可玩角色，是人類和麒麟的混血兒。甘雨是遊戲中管理虛構國家璃月的組織「璃月七星」的秘書，負責七星的文書工作，還有璃月七星和仙人之間聯絡工作。甘雨的中文配音為林簌，日文配音為上田麗奈，韓文配音為金善惠，英文配音為珍妮佛·羅希。

## 創作及設計
甘雨最早在《原神》的主線劇情第一章·第二幕「辭行久遠之軀」中登場，她以「璃月七星」的使者身份在旅行者（玩家）面前出現，她是遊戲1.2版本「白堊與黑龍」中推出的兩個可玩角色之一，在2021年1月12日正式上線。2020年12月11日，在米哈遊的1.2版本英文版的特別節目中，展示了甘雨的一些資料，甘雨是一個使用弓箭的冰元素角色，英文配音為珍妮佛·羅希，日文配音為上田麗奈，在1.2版本中甘雨還會擁有專屬的角色劇情「仙麟之章」，角色劇情需玩家完成主線劇情第一章·第三幕「迫近的客星」才能開啟。而在同期的中文版同類節目中也披露了甘雨的中文配音是林簌，此前她是遊戲中另一個角色琴的中文配音。2021年1月6日，米哈遊公佈了關於甘雨的介紹視頻，幫助尚未在主線劇情中和甘雨相遇的玩家了解角色的身份，視頻中也展示出甘雨勤懇工作的一面。在製作組的設定中，甘雨是一個擅長射術的角色，擁有很高的爆發力，普通攻擊有兩階段蓄力效果，第一階段蓄力能讓攻擊附帶冰元素效果，第二階段蓄力能造成範圍冰元素攻擊，另外甘雨也擅長製作弓，她能使用更少的材料製作弓類武器。角色的動作是以「出塵輕盈」為方向設計，角色的攻擊和技能動作參考了苗刀步伐。在角色上線之前，玩家根據主線劇情中甘雨的故事，給與角色「王小美」和「椰羊」的別名，在角色上線不久，中文配音林簌為此以甘雨的身份演唱了一首《我不是一只羊》，以向玩家強調甘雨的設定是人與麒麟的混血。
甘雨的中文配音是林簌，角色中文配音的試鏡階段，製作組對配音的要求是塑造出「仙女」形象，秦紫翼和谢莹等配音員都有參與角色的試鏡，林簌當時自認為無法演出「仙女」的氣質並沒有報名參加。在試鏡期間有一個工作人員邀請林簌參與，最後製作組選了林簌聲演角色。角色的日文配音是上田麗奈，上田麗奈認為甘雨特殊的身份和悠久的壽命會給她帶來孤獨，而角色本人平易近人很好相處，在聲演之後發現甘雨有點天然呆，不時一本正經說一些奇怪的話，上田麗奈為了演繹出「天然」的感覺費了不少心思。

## 作品中表現

### 角色故事
甘雨是人與麒麟的混血兒，在三千年前獲神明岩王帝君邀請加入魔神大戰之中，戰鬥結束後決定留在璃月地區協助建設。自初代「璃月七星」就開始擔任其秘書，平日於「月海亭」辦公，她負責璃月地區的大量文書工作，為七星和各機構間的重要樞紐。甘雨十分在意自己混血兒的身份，在平民間刻意隱瞞自己有仙獸麒麟的血脈，以避免人們疏遠她。由於其混血的身份，甘雨也作為璃月地區仙人和人類之間的溝通橋樑。

### 角色玩法
《原神》1.2版本「白堊與黑龍」更新之後，玩家可以在遊戲中透過祈願的方式讓甘雨加入隊伍，甘雨被認為是最佳的進攻型角色之一，使用重擊對怪物的傷害輸出極高。甘雨的天賦「唯此一心」和「天地交泰」能增加角色的暴擊率和冰元素攻擊效果，配合角色元素戰技能生出「冰蓮」轉移怪物的攻擊目標，使甘雨能以放風箏的形式對怪物造成大量傷害。甘雨也適合作為一個輔助型角色，她的冰元素技能高頻率地冰凍怪物，讓隊友不會受到怪物的圍攻。

## 反響及評價

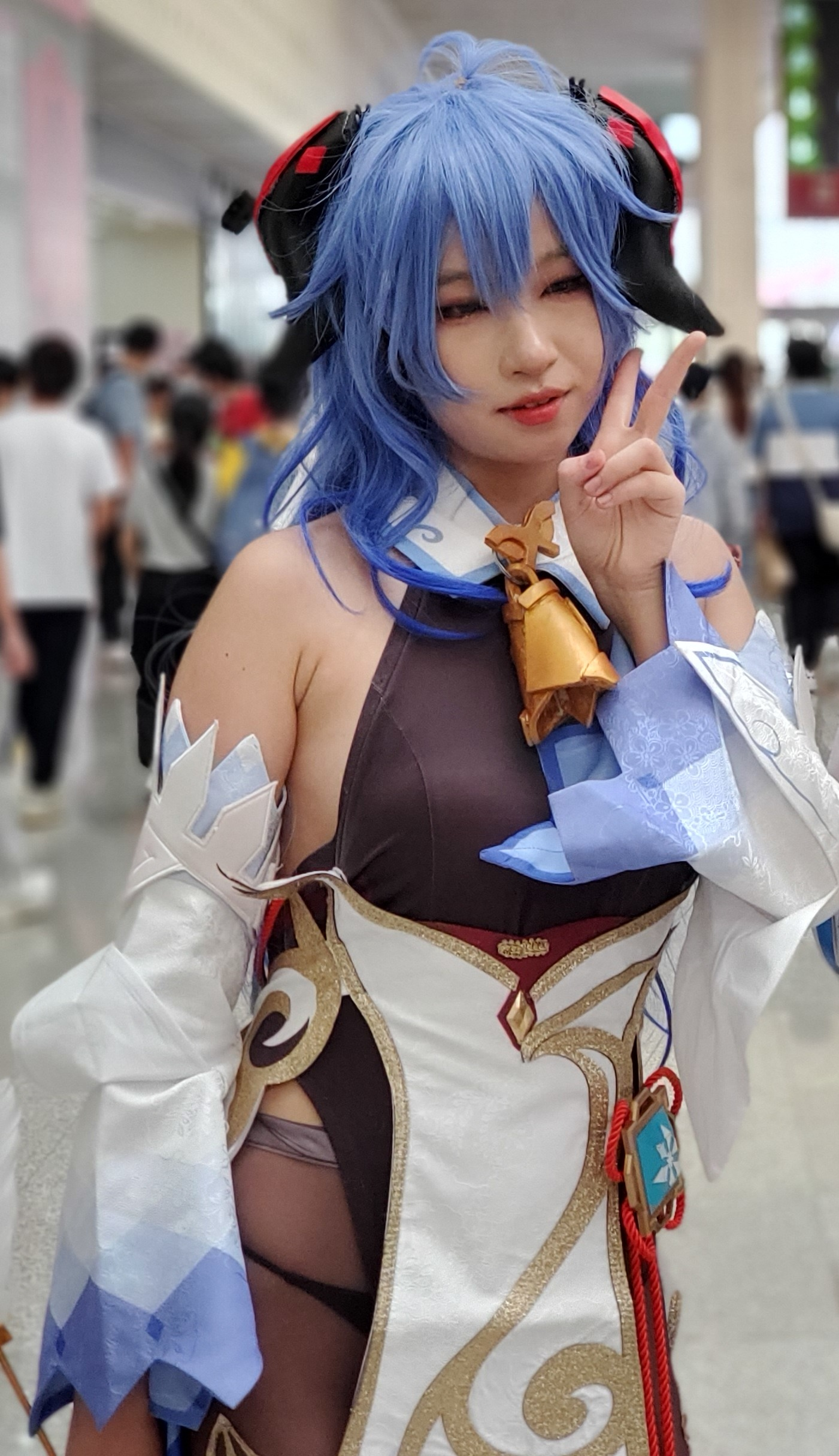
在CCG EXPO 2021上扮演甘雨的Cosplayer

自甘雨正式上線之後，角色的玩法，設計和有趣的故事背景獲得玩家的關注，其獨特的奇幻設計也吸引不少角色扮演者和模特去扮演成甘雨。玩家HYthinger統計日本插畫網站pixiv上《原神》各個角色的插畫數量，其中以甘雨的同人插畫最多。部分商家如Apex-Toys推出甘雨的手办，造型是甘雨手持「冰靈珠」，源於官方角色介紹圖示。
在角色玩法方面，遊戲媒體普遍認為甘雨是《原神》中最佳進攻型角色，遊戲中只有另一個角色「魈」的傷害輸出能與之相提並論。同時甘雨也被認為培養成本和裝備配置相較其他角色容易，Siliconera的認為甘雨升級所需的材料在遊戲中很容易收集，擁有角色升級核心素材的頭目也是最容易攻略的頭目之一，角色的天賦提升就能給角色帶來不俗增益。VG247的認為甘雨相較其他角色對武器的依賴不高，也有一套適合無課金玩家的角色裝備配置。在角色設定方面，在2022年遊戲活動海燈節中，製作組給甘雨設計了一段回到老家絕雲間仙人洞府，被長輩留雲借風真君問長問短的劇情，這段演出被Kotaku等媒體認為是影射中國大陸年輕人回老家過年的遭遇，富有既視感和地方特色。TheGamer的評論員表示角色飄逸的頭髮和柔和的眼神，塑造出古典女性之美，認為角色服飾設計靈感是源於舞蹈家服飾。
此外，甘雨的推出給米哈遊帶來不俗的經濟收益，根據Sensor Tower統計App Store和Google Play的玩家付費記錄，甘雨的角色卡池在上線當日，給米哈遊帶來1480萬美元的收入。